# Марфівська сільська рада
Ма́рфівська сільська́ ра́да — адміністративно-територіальна одиниця та орган місцевого самоврядування в Ленінському районі Автономної Республіки Крим. Адміністративний центр — село Марфівка.

## Загальні відомості
- Населення ради: 1 343 особи (станом на 2001 рік)

## Населені пункти
Сільській раді підпорядковані населені пункти:
- с. Марфівка
- с. Новоселівка
- с. Прудникове

## Склад ради
Рада складалася з 16 депутатів та голови.
- Голова ради: Галбур Павло Іванович

### Керівний склад попередніх скликань
| Прізвище, ім'я, по батькові | Основні відомості                                               | Дата обрання | Дата звільнення |
| --------------------------- | --------------------------------------------------------------- | ------------ | --------------- |
| Вовк Тамара Трофимівна      | Сільський голова, 1957 року народження, член Партії регіонів    | 26.03.2006   | 31.10.2010      |
| Галбур Павло Іванович       | Сільський голова, 1957 року народження, освіта середня загальна | 31.10.2010   |                 |

Примітка: таблиця складена за даними сайту Верховної Ради України

### Депутати
За результатами місцевих виборів 2010 року депутатами ради стали:

#### За суб'єктами висування
| Суб'єкт висування | Кількість обраних депутатів | %    |
| ----------------- | --------------------------- | ---- |
| Партія регіонів   | 11                          | 68,8 |
| Самовисування     | 5                           | 31,3 |

#### За округами
| № округу        | Прізвище, ім'я, по батькові     | Дата визнання обраним | Освіта             | Партійна приналежність | Відомості про обраного депутата                       |
| --------------- | ------------------------------- | --------------------- | ------------------ | ---------------------- | ----------------------------------------------------- |
| Партія регіонів |                                 |                       |                    |                        |                                                       |
| 4               | Дюрягін Олександр Миколайович   | 04.11.2010            | середня            | позапартійний          | Марфівська середня школа, кочегар                     |
| 5               | Бобіна Світлана Іванівна        | 04.11.2010            | вища               | позапартійна           | Марфівська сільська рада, бухгалтер                   |
| 6               | Захарченко Тетяна Олексіївна    | 04.11.2010            | середня спеціальна | позапартійна           | Марфівська сільська рада, фахівець                    |
| 7               | Нижнік Галина Дмитрівна         | 04.11.2010            | середня спеціальна | позапартійна           | Марфівська сільська рада, фахівець                    |
| 8               | Кулік Тамара Володимирівна      | 04.11.2010            | середня спеціальна | позапартійна           | пенсіонер                                             |
| 9               | Галадюк Олександр Іларіонович   | 04.11.2010            | середня спеціальна | позапартійний          | тимчасово не працює                                   |
| 11              | Александрова Олена Михайлівна   | 04.11.2010            | середня спеціальна | позапартійна           | Марфівська середня загальноосвітня школа, бібліотекар |
| 12              | Борісова Світлана Юріївна       | 04.11.2010            | середня            | позапартійна           | тимчасово не працює                                   |
| 13              | Цимбал Андрій Анатолійович      | 04.11.2010            | середня            | позапартійний          | тимчасово не працює                                   |
| 15              | Трощенко Наталя Михайлівна      | 04.11.2010            | вища               | позапартійна           | Марфівська сільська рада, секретар                    |
| 16              | Болотов Сергій Іванович         | 04.11.2010            | середня спеціальна | позапартійний          | Марфівська сільська рада, вчитель                     |
| Самовисування   |                                 |                       |                    |                        |                                                       |
| 1               | Тищенко Ігор Миколайович        | 04.11.2010            | середня            | позапартійний          | Ленінське РВ ГУ МВС, дільничний інспектор             |
| 2               | Асєєва Тетяна Сергіївна         | 04.11.2010            | середня спеціальна | позапартійна           | Марфівський фельдшерсько-акушерський пункт, фельдшер  |
| 3               | Чебану Іван Георгійович         | 04.11.2010            | середня            | позапартійний          | Марфівська сільська рада, водій                       |
| 10              | Мисовська Євгенія Олександрівна | 04.11.2010            | середня спеціальна | позапартійна           | Марфівський фельдшерсько-акушерський пункт, медсестра |
| 14              | Краюхіна Ірина Анатоліївна      | 04.11.2010            | середня            | позапартійна           | тимчасово не працює                                   |